# Luna (Cluj)
Luna é uma comuna romena localizada no distrito de Cluj, na região histórica da Transilvânia. A comuna possui uma área de 53.28 km² e sua população era de 4690 habitantes segundo o censo de 2007.